# Списък на римските императори
За опростен списък вж: Кратък
Титлите, дадени на или присвоени от императора, посочени в императорското име и колоните с бележки в таблицата, включват:
Imperator: „Победоносен пълководец с дадена от боговете власт“
Pater Patriae: „Баща на отечеството“
Pontifex Maximus: „Велик жрец“ (букв. мостостроител)
Легенда (за колоните, показващи имена на латински):
курсив: претендент, за когото не може да се счита, че е управлявал или който е имал власт само над част от империята
получер: име, което обикновено се използва за индивида
получер курсив: прозвище, което обикновено се използва за индивида (освен ако не е претендент)

## Принципат

### Юлиево-Клавдиева династия
| Управление                              | Обикновено използвано име и местораждане | Портрет                                                                   | Лично име и титла рождено/ при възкачването                                | Императорско име                                              | Бележки                                                                   |
| --------------------------------------- | ---------------------------------------- | ------------------------------------------------------------------------- | -------------------------------------------------------------------------- | ------------------------------------------------------------- | ------------------------------------------------------------------------- |
| 16 януари 27 пр.н.е. до 19 август AD 14 | Август Рим                               |                                                                           | GAIVS OCTAVIVS GAIVS IVLIVS CAESAR OCTAVIANVS IMPERATOR CAESAR DIVI FILIVS | IMPERATOR CAESAR DIVI FILIVS AVGVSTVS                         | 12 пр.н.е.: Pontifex Maximus                                              |
| 19 август 14 до 16 март 37              | Тиберий Рим                              |                                                                           | TIBERIVS CLAVDIVS NERO TIBERIVS IVLIVS CAESAR                              | TIBERIVS CAESAR AVGVSTVS                                      | 15: Pontifex Maximus                                                      |
| 18 март 37 до 24 януари 41              | Калигула Анциум, Италия                  |                                                                           | GAIVS IVLIVS CAESAR GERMANICVS GAIVS CAESAR AVGVSTVS GERMANICVS CALIGVLA   | GAIVS CAESAR AVGVSTVS GERMANICVS                              | Прозвище Caligula, (Ботушчето); 37: Pontifex Maximus, Pater Patriae; Убит |
| 24 януари 41 до 13 октомври 54          | Клавдий Лугдунум, Gallia Lugdunensis     |                                                                           | TIBERIVS CLAVDIVS DRVSVS TIBERIVS CLAVDIVS DRVSVS NERO GERMANICVS          | TIBERIVS CLAVDIVS CAESAR AVGVSTVS GERMANICVS PONTIFEX MAXIMVS | 42: Pater Patriae; Вероятно убит чрез отравяне                            |
| октомври 54 до 11 юни 68                | Нерон Анциум, Италия                     |                                                                           | LVCIVS DOMITIVS AHENOBARBVS NERO CLAVDIVS CAESAR DRVSVS GERMANICVS         | NERO CLAVDIVS CAESAR AVGVSTVS GERMANICVS                      | 55: Pontifex Maximus; по-късно Pater Patriae; Извършва самоубийство       |
| октомври 54 до 11 юни 68                | Нерон Анциум, Италия                     | (от лятото на AD 66):- IMPERATOR NERO CLAVDIVS CAESAR AVGVSTVS GERMANICVS | LVCIVS DOMITIVS AHENOBARBVS NERO CLAVDIVS CAESAR DRVSVS GERMANICVS         |                                                               | 55: Pontifex Maximus; по-късно Pater Patriae; Извършва самоубийство       |

### Година на четиримата императори
| Управление                    | Обикновено използвано име и местораждане | Портрет | Лично име и титла рождено/ при възкачването | Императорско име                              | Бележки                                                           |
| ----------------------------- | ---------------------------------------- | ------- | ------------------------------------------- | --------------------------------------------- | ----------------------------------------------------------------- |
| 8 юни 68 до 15 януари 69      | Галба близо до Терацина, Италия          |         | SERVIVS SVLPICIVS GALBA                     | SERVIVS GALBA IMPERATOR CAESAR AVGVSTVS       | Убит от Отон; вж: Година на четиримата императори                 |
| 15 януари 69 до 16 април 69   | Отон Ферентинум, Етрурия, Италия         |         | MARCVS SALVIVS OTHO                         | IMPERATOR MARCVS OTHO CAESAR AVGVSTVS         | Извършва самоубийство; вж: Година на четиримата императори        |
| 17 април 69 до 20 декември 69 | Вителий Рим                              |         | AVLVS VITELLIVS                             | AVLVS VITELLIVS GERMANICVS IMPERATOR AVGVSTVS | Съимператор; убит на форума; see: Година на четиримата императори |

### Флавиева династия
| Управление                         | Обикновено използвано име и местораждане | Портрет                                                  | Лично име и титла рождено/ при възкачването        | Императорско име                                                     | Бележки                                                                             |
| ---------------------------------- | ---------------------------------------- | -------------------------------------------------------- | -------------------------------------------------- | -------------------------------------------------------------------- | ----------------------------------------------------------------------------------- |
| 1 юли 69 до 24 юни 79              | Веспасиан Фалакрина, Италия              |                                                          | TITVS FLAVIVS VESPASIANVS                          | IMPERATOR VESPASIANVS CAESAR AVGVSTVS                                | 70: Pontifex Maximus Pater Patriae съимператор; вж: Година на четиримата императори |
| 24 юни 79 до 13 септември 81       | Тит Рим                                  |                                                          | TITVS FLAVIVS VESPASIANVS TITVS CAESAR VESPASIANVS | IMPERATOR TITVS CAESAR VESPASIANVS AVGVSTVS                          | 70: Pontifex Maximus Pater Patriae                                                  |
| 24 юни 79 до 13 септември 81       | Тит Рим                                  | от август 69 IMPERATOR TITVS CAESAR VESPASIANVS AVGVSTVS | TITVS FLAVIVS VESPASIANVS TITVS CAESAR VESPASIANVS |                                                                      | 70: Pontifex Maximus Pater Patriae                                                  |
| 14 септември 81 до 18 септември 96 | Домициан Рим                             |                                                          | TITVS FLAVIVS DOMITIANVS CAESAR DOMITIANVS         | IMPERATOR CAESAR DOMITIANVS AVGVSTVS, PONTIFEX MAXIMVS PATER PATRIAE | късната 83: Germanicus; убит                                                        |

### Петима добри императори
| Управление                      | Обикновено използвано име и местораждане | Портрет                                                                                     | Лично име и титла рождено/ при възкачването                                             | Императорско име                                                            | Бележки |
| ------------------------------- | ---------------------------------------- | ------------------------------------------------------------------------------------------- | --------------------------------------------------------------------------------------- | --------------------------------------------------------------------------- | --- |
| 18 септември 96 до 27 януари 98 | Нерва Нарни (?), Италия                  |                                                                                             | MARCVS COCCEIVS NERVA                                                                   | IMPERATOR NERVA CAESAR AVGVSTVS, PATER PATRIAE                              | |
| 28 януари 98 до 7 август 117    | Траян Италика, Бетика                    |                                                                                             | MARCVS VLPIVS TRAIANVS MARCVS VLPIVS NERVA TRAIANVS GERMANICVS                          | IMPERATOR CAESAR DIVI NERVAE FILIVS NERVA TRAIANVS GERMANICVS AVGVSTVS      | 98: Pater Patriae; 102: Dacicus; 114: Parthicus; август/септември 114: Optimus                                                       |
| 11 август 117 до 10 юли 138     | Адриан Италика, Бетика (?) / Рим (?)     |                                                                                             | PVBLIVS AELIVS HADRIANVS PVBLIVS AELIVS TRAIANVS HADRIANVS                              | IMPERATOR CAESAR TRAIANVS HADRIANVS AVGVSTVS PONTIFEX MAXIMVS               | |
| 136 до 1 януари 138             | Луций Елий Рим, Италия                   |                                                                                             |                                                                                         | LUCIUS AELIUS VERUS CAESAR                                                  | осиновен от Адриан |
| 10 юли 138 до 7 март 161        | Антонин Пий близо до Ланувиум, Италия    |                                                                                             | TITVS AVRELIVS FVLVVS BOIONIVS ARRIVS ANTONINVS IMPERATOR TITVS AELIVS CAESAR ANTONINVS | IMPERATOR CAESAR TITVS AELIVS HADRIANVS ANTONINVS AVGVSTVS PONTIFEX MAXIMVS | post 7 март 161: Pius; 139: Pater Patriae                                                                                            |
| 143                             | Антонин Пий близо до Ланувиум, Италия    | Провъзгласен за император повторно                                                          | TITVS AVRELIVS FVLVVS BOIONIVS ARRIVS ANTONINVS IMPERATOR TITVS AELIVS CAESAR ANTONINVS | IMPERATOR CAESAR TITVS AELIVS HADRIANVS ANTONINVS AVGVSTVS PONTIFEX MAXIMVS | |
| 7 март 161 до 17 март 180       | Марк Аврелий Рим (?) / Укуби, Бетика (?) |                                                                                             | MARCVS ANNIVS VERVS AVRELIVS CAESAR AVGVSTI PII FILIVS                                  | IMPERATOR CAESAR MARCVS AVRELIVS ANTONINVS AVGVSTVS PONTIFEX MAXIMVS        | Съимператор с Луций Вер до март 169; 164: Armeniacus Medicus Parthicus Maximus; 166: Pater Patriae; 172: Germanicus; 175: Sarmaticus |
| 7 март 161 до март 169          | Луций Вер Рим                            |                                                                                             | LVCIVS CEIONIVS COMMODVS LVCIVS AELIVS AVRELIVS COMMODVS                                | IMPERATOR CAESAR LVCIVS AVRELIVS VERVS AVGVSTVS                             | Съимператор с Марк Аврелий 164: Armeniacus; 165: Parthicus Maximus; 166: Medicus, Pater Patriae                                      |
| 175                             | Авидий Касий Сирия                       |                                                                                             | GAIVS AVIDIVS CASSIVS                                                                   |                                                                             | Узурпатор |
| 177 до 31 декември 192          | Комод Ланувиум, Италия                   |                                                                                             | LVCIVS AVRELIVS COMMODVS ANTONINVS LVCIVS AVRELIVS COMMODVS CAESAR ANTONINVS            | IMPERATOR CAESAR LVCIVS AVRELIVS COMMODVS AVGVSTVS PATER PATRIAE            | Съимператор с Марк Аврелий до 17 март 180;                                                                                           |
| от 180                          | Комод Ланувиум, Италия                   | IMPERATOR CAESAR LVCIVS AVRELIVS COMMODVS ANTONINVS AVGVSTVS PONTIFEX MAXIMVS PATER PATRIAE | LVCIVS AVRELIVS COMMODVS ANTONINVS LVCIVS AVRELIVS COMMODVS CAESAR ANTONINVS            | Единствен император. Убит: удушен от борец                                  | |

### Династия на Северите
| Управление                       | Обикновено използвано име и местораждане | Портрет                                                                                         | Лично име и титла рождено/ при възкачването                  | Императорско име                                                         | Бележки |
| -------------------------------- | ---------------------------------------- | ----------------------------------------------------------------------------------------------- | ------------------------------------------------------------ | ------------------------------------------------------------------------ | --- |
| 1 януари 193 до 28 март 193      | Пертинакс Алба, Италия                   |                                                                                                 | PVBLIVS HELVIVS PERTINAX                                     | IMPERATOR CAESAR PVBLIVS HELVIVS PERTINAX AVGVSTVS                       | Признат за император от Септимий Север; убит от войници на Палатин |
| 28 март 193 до 1 юни 193         | Дидий Юлиан Милано, Италия               |                                                                                                 | MARCVS DIDIVS SEVERVS IVLIANVS                               | IMPERATOR CAESAR MARCVS DIDIVS SEVERVS IVLIANVS AVGVSTVS                 | Осъден на смърт от сената; убит на Палатин |
| 9 април 193 до 4 февруари 211    | Септимий Север Leptis Magna, Африка      |                                                                                                 | LVCIVS SEPTIMIVS SEVERVS                                     | IMPERATOR CAESAR LVCIVS SEPTIMVS SEVERVS PERTINAX AVGVSTVS PROCONSVL     | 9 юни 193: Pontifex Maximus; късната193: Pater Patriae; 195: Divi Marci Pii filius Divi Commodi Frater; Pius; Arabicus, Adiabenicus; 198: Parthicus Maximus; 209/210: Britannicus Maximus |
| 193 до 194/195                   | Песцений Нигер ?, Италия                 |                                                                                                 | GAIVS PESCENNIVS NIGER                                       |                                                                          | Претендент: император в Сирия |
| 193/195 до 197                   | Клодий Албин ?, Африка                   |                                                                                                 | DECIMVS CLODIVS SEPTIMIVS ALBINVS                            |                                                                          | Претендент: император в Британия |
| 198 до 4 април 217               | Каракала Лугдунум, Gallia Lugdunensis    |                                                                                                 | LVCIVS SEPTIMIVS BASSIANVS CARACALLA                         | IMPERATOR CAESAR MARCVS AVRELIVS SEVERVS ANTONINVS PIVS AVGVSTVS         | 199: Pater Patriae; 200: Pius Felix; 209/210: Britannicus Maximus |
| 4 февруари 211 до 8 февруари 217 | Каракала Лугдунум, Gallia Lugdunensis    | IMPERATOR CAESAR MARCVS AVRELIVS ANTONINVS AVGVSTVS PATER PATRIAE BRITANNICVS MAXIMVS PROCONSVL | LVCIVS SEPTIMIVS BASSIANVS CARACALLA                         | 213: Germanicus Maximus; Убит от Макрин                                  | |
| 209 до 4 февруари 211            | Гета Рим                                 |                                                                                                 | PVBLIVS SEPTIMVS GETA                                        |                                                                          | Убит от Каракала |
| 4 февруари 211 до декември 211   | Гета Рим                                 | IMPERATOR CAESAR PVBLIVS SEPTIMIVS GETA AVGVSTVS                                                | PVBLIVS SEPTIMVS GETA                                        |                                                                          | Убит от Каракала |
| 11 април 217 до юни 218          | Макрин Мавретания                        |                                                                                                 | MARCVS OPELLIVS MACRINVS                                     | IMPERATOR MARCVS OPELLIVS SEVERVS MACRINVS AVGVSTVS PIVS FELIX PROCONSVL | ?юни 217: Pater Patriae; Pontifex Maximus; Екзекутиран |
| май 217 до юни 218               | Диадумениан ?                            |                                                                                                 | MARCVS OPELLIVS DIADVMENIANVS                                | IMPERATOR MARCVS OPELLIVS ANTONINVS DIADVMENIANVS CAESAR SEVERVS         | Екзекутиран |
| юни 218 до 222                   | Елагабал Емеса, Сирия                    |                                                                                                 | VARIVS AVITVS BASSIANVS MARCVS AVRELIVS ANTONINVS ELAGABALVS | IMPERATOR MARCVS AVRELIVS ANTONINVS PIVS FELIX AVGVSTVS PROCONSVL        | юли 218: Pater Patriae, Pontifex Maximus; 220: Sacerdos Amplissimus Dei Invicti Solis Elagabali Убит                                                                                      |
| 13 март 222 до ?март 235         | Александър Север Арка Цезария, Юдея      |                                                                                                 | BASSIANVS ALEXIANVS                                          | IMPERATOR CAESAR MARCVS AVRELIVS SEVERVS ALEXANDER PIVS FELIX AVGVSTVS   | Pontifex Maximus Убит |

## Войнишки императори
| Управление                                        | Обикновено използвано име и местораждане               | Портрет | Лично име и титла рождено/ при възкачването                         | Императорско име                                                                      | Бележки |
| ------------------------------------------------- | ------------------------------------------------------ | ------- | ------------------------------------------------------------------- | ------------------------------------------------------------------------------------- | --- |
| февруари/март 235 до март/април 238               | Максимин Трак Тракия или Мизия                         |         | GAIVS IVLIVS VERVS MAXIMINVS THRAX                                  | IMPERATOR CAESAR GAIVS JVLIVS VERVS MAXIMINVS PIVS FELIX INVICTVS AVGVSTVS            | Убит от войските |
| early януари/март 238 до късния януари/април 238  | Гордиан I вероятно Фригия                              |         | MARCVS ANTONIVS GORDIANVS                                           | IMPERATOR CAESAR MARCVS ANTONIVS GORDIANVS SEMPRONIANVS AFRICANVS                     | Извършва самоубийство |
| ранния януари/март 238 до късния януари/април 238 | Гордиан II ?                                           |         | MARCVS ANTONIVS GORDIANVS                                           | IMPERATOR CAESAR MARCVS ANTONIVS GORDIANVS SEMPRONIANVS AFRICANVS                     | Убит в битка |
| ранния февруари 238 до ранния май 238             | Пупиен Максим ?                                        |         | MARCVS CLODIVS PVPIENVS MAXIMVS                                     | IMPERATOR CAESAR MARCVS CLODIVS PVPIENVS MAXIMVS AVGVSTVS                             | Убит от преторианците |
| ранния февруари 238 до ранния май 238             | Балбин ?                                               |         | DECIMVS CAELIVS ANTONIVS BALBINVS DECIMVS CAELIVS CALVINVS BALBINVS |                                                                                       | Убит от преторианците |
| май 238 до февруари 244                           | Гордиан III Рим                                        |         | MARCVS ANTONIVS GORDIANVS MARCVS ANTONIVS GORDIANVS PIVS            | IMPERATOR CAESAR MARCVS ANTONIVS GORDIANVS PIVS FELIX AVGVSTVS                        | Убит |
| 240                                               | Сабиниан ?                                             |         |                                                                     |                                                                                       | Провъзгласява се за император; победен в битка |
| февруари 244 до септември/октомври 249            | Филип I Араб Сирия                                     |         | MARCVS IVLIVS PHILLIPVS                                             | IMPERATOR CAESAR MARCVS IVLIVS PHILLIPVS PIVS FELIX INVICTVS AVGVSTVS                 | Убит в битка от Деций |
| 248                                               | Пакациан ?                                             |         | TIBERIVS CLAVDIVS MARINVS PACATIANVS                                |                                                                                       | Провъзгласява се за император; убит от собствените си войници                                                                                           |
| 248                                               | Йотапиан някъде в Близкия изток                        |         | MARCVS FVLVIVS RVFVS IOTAPIANVS                                     |                                                                                       | Претендент; убит от собствените си войници |
| 248                                               | Силбанак ?                                             |         |                                                                     |                                                                                       | Узурпатор; няма данни за смъртта |
| 249 до юни 251                                    | Деций Будалия, Долна Панония                           |         | GAIVS MESSIVS QVINTVS TRAIANVS DECIVS                               | IMPERATOR CAESAR GAIVS MESSIVS QVINTVS TRAIANVS DECIVS PIVS FELIX INVICTVS AVGVSTVS   | Убит в битка |
| 249 до 252                                        | Приск вероятно Дамаск, Сирия                           |         | GAIVS IVLIVS PRISCVS                                                |                                                                                       | Провъзгласява се за император в източните провинции; убит                                                                                               |
| 250                                               | Лициниан ?                                             |         | IVLIVS VALENS LICINIANVS                                            |                                                                                       | Претендент; убит |
| ранната 251 до 1 юли 251                          | Херений Етруск Панония                                 |         | QVINTVS HERENNIVS ETRVSCVS MESSIVS DECIVS                           | IMPERATOR CAESAR QVINTVS HERENNIVS ETRVSCVS MESSIVS DECIVS AVGVSTVS                   | Убит в битка |
| 251                                               | Хостилиан ?                                            |         | CAIVS VALENS HOSTILIANVS MESSIVS QVINTVS                            | IMPERATOR CAESAR CAIVS VALENS HOSTILIANVS MESSIVS QVINTVS AVGVSTVS                    | Съимператор с Гал, умира от чумата |
| юни 251 до август 253                             | Требониан Гал Италия                                   |         | GAIVS VIBIVS TREBONIANVS GALLVS                                     | IMPERATOR CAESAR GAIVS VIBIVS TREBONIANVS GALLVS PIVS FELIX INVICTVS AVGVSTVS         | Убит от собствените си войници |
| юли 251 до август 253                             | Волусиан ?                                             |         | GAIVS VIBIVS VOLVSIANVS                                             | IMPERATOR CAESAR GAIVS VIBIVS AFINIVS GALLVS VELDVMNIANVS VOLVSIANVS AVGVSTVS         | Син и съимператор на Требониан Гал. Убит от собствените си войници                                                                                      |
| август 253 до октомври 253                        | Емилиан Африка                                         |         | MARCVS AEMILIVS AEMILIANVS                                          | IMPERATOR CAESAR MARCVS AEMILIVS AEMILIANVS PIVS FELIX INVICTVS AVGVSTVS              | Убит от собствените си войници |
| 253 до юни 260                                    | Валериан I ?                                           |         | PVBLIVS LICINIVS VALERIANVS                                         | IMPERATOR CAESAR PVBLIVS LICINIVS VALERIANVS PIVS FELIX INVICTVS AVGVSTVS             | Съимператор с Галиен; пленен от персите: умира в плен                                                                                                   |
| 253 до септември 268                              | Галиен ?                                               |         | PVBLIVS LICINIVS EGNATIVS GALLIENVS                                 | IMPERATOR CAESAR PVBLIVS LICINIVS EGNATIVS GALLIENVS PIVS FELIX INVICTVS AVGVSTVS     | Съимператор с Валериан 253 до 260; убит |
| 260                                               | Салонин ?                                              |         | PVBLIVS LICINIVS CORNELIVS SALONINVS                                | IMPERATOR CAESAR CORNELIVS LICINIVS SALONINVS VALERIANVS PIVS FELIX INVICTVS AVGVSTVS | Съимператор с Галиен; убит |
| 258 или юни 260                                   | Инген ?                                                |         |                                                                     |                                                                                       | Провъзгласява се за император; убит в битка |
| 260                                               | Регалиан ?                                             |         | PVBLIVS C[AIVS] REGALIANVS                                          |                                                                                       | Провъзгласен за император; убит от собствените си хора                                                                                                  |
| 260 до 261                                        | Фулвий Макриан ?                                       |         | FVLVIVS MACRIANVS                                                   |                                                                                       | Провъзгласен за император; победен и убит в битка |
| 260 до 261                                        | Макриан Младши ?                                       |         | TITVS FVLVIVS IVNIVS MACRIANVS                                      |                                                                                       | Провъзгласен за император; победен и убит в битка |
| 260 до 261                                        | Квиет ?                                                |         | TITVS FVLVIVS IVNIVS QVIETVS                                        |                                                                                       | Претендент; убит |
| 261 до 261 или 262                                | Мусий Емилиан ?                                        |         | LVCIVS MVSSIVS AEMILIANVS                                           |                                                                                       | Провъзгласен за император; удушен, докато е държан в плен                                                                                               |
| 268 до 268                                        | Авреол ?                                               |         | MANIVS ACILIVS AVREOLVS                                             |                                                                                       | Провъзгласява се за император; предава се на Клавдий II Готски; убит от преторианската гвардия                                                          |
| 268 до август 270                                 | Клавдий II Готски Сирмиум, Панония или Дардания, Мизия |         | MARCVS AVRELIVS VALERIVS CLAVDIVS                                   | IMPERATOR CAESAR MARCVS AVRELIVS CLAVDIVS PIVS FELIX INVICTVS AVGVSTVS                | Умира от чума |
| август 270 до септември 270                       | Квинтил Сирмиум, Панония или Дардания, Мизия           |         | MARCVS AVRELIVS QVINTILLVS                                          | IMPERATOR CAESAR MARCVS AVRELIVS CLAVDIVS QVINTILLVS INVICTVS PIVS FELIX AVGVSTVS     | За кратко съимператор с Аврелиан; извършва самоубийство                                                                                                 |
| август 270 до 275                                 | Аврелиан Дакия или вероятно Сирмиум, Панония           |         | LVCIVS DOMITIVS AVRELIANVS                                          | IMPERATOR CAESAR LVCIVS DOMITIVS AVRELIANVS PIVS FELIX INVICTVS AVGVSTVS              | Убит от преторианската гвардия |
| 271                                               | Септимий ?                                             |         |                                                                     |                                                                                       | Провъзгласен за император в Далмация; убит от собствените си войници                                                                                    |
| ноември/декември 275 до юли 276                   | Тацит Интерамна, Италия                                |         | MARCVS CLAVDIVS TACITVS                                             | IMPERATOR CAESAR MARCVS CLAVDIVS TACITVS PIVS FELIX AVGVSTVS                          | Убит |
| юли 276 до септември 276                          | Флориан ?                                              |         | MARCVS ANNIVS FLORIANVS PIVS                                        | IMPERATOR CAESAR MARCVS ANNIVS FLORIANVS PIVS FELIX AVGVSTVS                          | Убит |
| юли 276 до късния септември 282                   | Проб Сирмиум, Панония                                  |         | MARCVS AVRELIVS EQVITIVS PROBVS                                     | IMPERATOR CAESAR MARCVS AVRELIVS PROBVS PIVS FELIX INVICTVS AVGVSTVS                  | Убит от собствените си войници |
| 280                                               | Сатурнин Галия                                         |         | IVLIVS SATVRNINVS                                                   |                                                                                       | Претендент: принуден от собствените си войници; провъзгласява се за император; убит от войниците си                                                     |
| 280                                               | Прокул Албигаунум, Италия                              |         |                                                                     |                                                                                       | Претендент: приема молбата на хората от Лугдунум; убит от Проб                                                                                          |
| 280                                               | Бонос Испания                                          |         | GALLVS QVINTVS BONOSVS                                              |                                                                                       | Провъзгласява се за император; бива победен от Проб и извършва самоубийство                                                                             |
| септември 282 до юли/август 283                   | Кар вероятно Нарбон, Галия                             |         | MARCVS AVRELIVS NVMERIVS CARVS                                      | IMPERATOR CAESAR MARCVS AVRELIVS CARVS PIVS FELIX INVICTVS AVGVSTVS                   | Неустановена причина за смъртта; болест, нараняване от мълния, рана, получена в битка срещу хуните и убийство от преторианската гвардия са предположени |
| пролетта на 283 до лятото на 285                  | Карин ?                                                |         | MARCVS AVRELIVS CARINVS                                             | IMPERATOR CAESAR MARCVS AVRELIVS CARINVS PIVS FELIX INVICTVS AVGVSTVS                 | Съимператор с Нумериан; Убит |
| юли/август 283 до ноември 284                     | Нумериан ?                                             |         | MARCVS AVRELIVS NVMERIVS NVMERIANVS                                 | IMPERATOR CAESAR MARCVS AVRELIVS NVMERIANVS PIVS FELIX AVGVSTVS                       | Съимператор с Карин |
| ок. 283 – 285                                     | Юлиан от Панония ?                                     |         | Marcus Aurelius Sabinus Iulianus                                    | Юлиан I                                                                               | Узурпатор по времето на Карин |

### Владетели наПалмира(266–273)
| Управление | Обикновено използвано име и местораждане | Портрет | Лично име и титла рождено/ при възкачването                        | Императорско име                                                  | Бележки |
| ---------- | ---------------------------------------- | ------- | ------------------------------------------------------------------ | ----------------------------------------------------------------- | ------- |
| 266 до 267 | Оденат                                   |         | Lucius Septimius Odaenathus                                        |                                                                   |         |
| 267 до 273 | Зенобия ?                                |         | al-Zabba' bint Amr ibn Tharab ibn Hasan ibn 'Adhina ibn al-Samida' | Iulia Septimia Aurelia Zenobia                                    |         |
| 272 до 273 | Вабалат ?                                |         | Wahb Allat                                                         | Lucius Iulius (Julius) Aurelius Septimius Vaballathus Athenodorus |         |

### Галски императори (260–274)
| Управление | Обикновено използвано име и местораждане | Портрет | Лично име и титла рождено/ при възкачването | Императорско име                                                                 | Бележки                                           |
| ---------- | ---------------------------------------- | ------- | ------------------------------------------- | -------------------------------------------------------------------------------- | ------------------------------------------------- |
| 260 до 269 | Постум Галия                             |         | MARCVS CASSIANIVS LATINIVS POSTVMVS         | IMPERATOR CAESAR MARCVS CASSIANVS LATINIVS POSTVMVS PIVS FELIX INVICTVS AVGVSTVS |                                                   |
| 269        | Лелиан вероятно Испания                  |         | VLPIVS CORNELIVS LAELIANVS                  | IMPERATOR CAESAR GAIVS VLPIVS CORNELIVS LAELIANVS PIVS FELIX AVGVSTVS            | Провъзгласява се за император на Галската империя |
| 269        | Марий ?                                  |         | MARCVS AVRELIVS MARIVS                      | IMPERATOR CAESAR MARCVS AVRELIVS MARIVS PIVS FELIX AVGVSTVS                      |                                                   |
| 269 до 271 | Викторин ?                               |         | MARCVS PIAVONIVS VICTORINVS                 | IMPERATOR CAESAR MARCVS PIAVONIVS VICTORINVS PIVS FELIX INVICTVS AVGVSTVS        |                                                   |
| 270        | Домициан (узурпатор) ?                   |         |                                             | IMPERATOR CAESAR DOMITIANVS PIVS FELIX AVGVSTVS                                  | Провъзгласен за император на Галската империя     |
| 271 до 273 | Тетрик I ?                               |         | CAIVS PIVS ESVVIVS TETRICVS                 | IMPERATOR CAESAR GAIVS PIVS ESVVIVS TETRICVS FELIX INVICTVS AVGVSTVS             |                                                   |
| 271 до 273 | Тетрик II ?                              |         | CAIVS PIVS ESVVIVS TETRICVS                 | IMPERATOR CAESAR GAIVS PIVS ESVVIVS TETRICVS FELIX INVICTVS AVGVSTVS             |                                                   |

### Британски императори (286–297)
| Управление | Обикновено използвано име и местораждане | Портрет | Лично име и титла рождено/ при възкачването | Императорско име                               | Бележки |
| ---------- | ---------------------------------------- | ------- | ------------------------------------------- | ---------------------------------------------- | ------- |
| 286 до 293 | Караузий Галия Белгика                   |         | MARCVS AVRELIVS MAVSAEVS                    | IMPERATOR CAESAR CARAVSIVS PIVS FELIX AVGVSTVS |         |
| 293 до 297 | Алект ?                                  |         | не е известно                               | IMPERATOR CAESAR ALLECTVS PIVS FELIX AVGVSTVS  |         |

## Доминат

### Тетрархия
| Управление                         | Обикновено използвано име и месторождение | Портрет | Лично име и титла рождено/ при възкачването                                          | Императорско име | Бележки |
| ---------------------------------- | ----------------------------------------- | ------- | ------------------------------------------------------------------------------------ | --- | --- |
| 20 ноември 284 до 1 май 305        | Диоклециан близо до Солин, Далмация       |         | DIOCLES (пълното име не е известно) GAIVS AVRELIVS VALERIVS DIOCLETIANVS IOVIVS      | IMPERATOR CAESAR GAIVS AVRELIVS VALERIVS DIOCLETIANVS PIVS FELIX INVICTVS AVGVSTVS PONTIFEX MAXIMVS PATER PATRIAE PROCONSVL | Съимператор с Максимиан; 285: Germanicus Maximus, Sarmaticus Maximus; 286: Iovius; 287: Germanicus Maximus; 295: Persicus Maximus; 297: Britannicus Maximus, Carpicus Maximus; 298: Armenicus Maximus, Medicus Maximus, Adiabenicus Maximus Абдикира               |
| 1 април 286 до 1 май 305           | Максимиан близо до Сирмиум, Панония       |         | MAXIMIANVS (пълното име не е известно) MARCVS AVRELIVS VALERIVS MAXIMIANVS HERCVLIVS | IMPERATOR CAESAR GAIVS AVRELIVS VALERIVS MAXIMIANVS PIVS FELIX INVICTVS AVGVSTVS | Съимператор с Диоклециан; 286: Germanicus Maximus, Sarmaticus Maximus; 287: Iovius; 288: Germanicus Maximus; 294: Persicus Maximus; 298: Britannicus Maximus, Carpicus Maximus; 299: Armenicus Maximus, Medicus Maximus, Adiabenicus Maximus; Принуден да абдикира |
| 303/304                            | Евгений (узурпатор)                       |         |                                                                                      | | |
| 1 май 305 до 25 юли 306            | Констанций I Хлор Дардания, Мизия         |         | FLAVIVS VALERIVS CONSTANTIVS CHLORVS                                                 | IMPERATOR CAESAR GAIVS FLAVIVS VALERIVS CONSTANTIVS AVGVSTVS | |
| 1 май 305 до май 311               | Галерий близо до Сердика, Dacia Aureliana |         | CAIVS GALERIVS VALERIVS MAXIMIANVS                                                   | IMPERATOR CAESAR GALERIVS VALERIVS MAXIMIANVS PIVS FELIX INVICTVS AVGVSTVS | Съимператор със Север II |
| август 306 до 16 септември 307     | Север II ?                                |         | FLAVIVS VALERIVS SEVERVS                                                             | IMPERATOR SEVERVS PIVS FELIX AVGVSTVS | Съимператор с Галерий |
| 28 октомври 306 до 28 октомври 312 | Максенций ?                               |         | MARCVS AVRELIVS VALERIVS MAXENTIVS                                                   | MARCVS AVRELIVS VALERIVS MAXENTIVS PIVS FELIX INVICTVS AVGVSTVS | Удавя се в Тибър |
| от 307 до 308 и в 310              | Максимиан близо до Сирмиум, Панония       |         | MAXIMIANVS (full name not known) MARCVS AVRELIVS VALERIVS MAXIMIANVS HERCVLIVS       | IMPERATOR CAESAR GAIVS AVRELIVS VALERIVS MAXIMIANVS PIVS FELIX INVICTVS AVGVSTVS PONTIFEX MAXIMVS HERCVLIVS GERMANICVS MAXIMVS SARMATICVS MAXIMVS IOVIVS GERMANICVS MAXIMVS PERSICVS MAXIMVS BRITANNICVS MAXIMVS CARPICVS MAXIMVS ARMENICVS MAXIMVS MEDICVS MAXIMVS ADIABENICVS MAXIMVS | Абдикира |
| 308                                | Домиций Александър вероятно Фригия        |         | LVCIVS DOMITIVS ALEXANDER                                                            | | Провъзгласява се за император |
| 11 ноември 308 до 18 септември 324 | Лициний Мизия                             |         | VALERIVS LICINIANVS LICINIVS                                                         | IMPERATOR CAESAR GAIVS VALERIVS LICINIVS PIVS FELIX INVICTVS AVGVSTVS | Съимператор; абдикира; (екзекутиран в ранната 325) |
| 317 до 324                         | Лициний II                                |         | VALERIVS LICINIANVS LICINIVS                                                         | CAESAR | Съимператор и син на Лициний; цезар; (екзекутиран през 326) |
| 1 май 310 до юли/август 313        | Максимин Дая Дакия Аврелиана              |         | DAIA MAXIMINVS GAIVS GALERIVS VALERIVS                                               | IMPERATOR CAESAR GALERIVS VALERIVS MAXIMINVS PIVS FELIX AVGVSTVS | Съимператор; извършва самоубийство |
| декември 316 до 1 март 317         | Валерий Валент ?                          |         | AVRELIVS VALERIVS VALENS                                                             | IMPERATOR CAESAR AVRELIVS VALERIVS VALENS PIVS FELIX INVICTVS AVGVSTVS | Съимператор с Лициний; екзекутиран от Константин I |
| юли до 18 септември 324            | Мартиниан ?                               |         | SEXTVS MARCIVS MARTINIANVS                                                           | IMPERATOR CAESAR SEXTVS MARCIVS MARTINIANVS PIVS FELIX INVICTVS AVGVSTVS | Съимператор с Лициний; екзекутиран в ранната 325 |

### Константинова династия
| Управление                  | Обикновено използвано име и месторождение | Портрет | Лично име и титла рождено/ при възкачването | Императорско име                                                                                            | Бележки |
| --------------------------- | ----------------------------------------- | ------- | ------------------------------------------- | --- | --- |
| от 307 до 22 май 337        | Константин I Наисус, Мизия                |         | GAIVS FLAVIVS VALERIVS CONSTANTINVS         | IMPERATOR CAESAR FLAVIVS CONSTANTINVS PIVS FELIX INVICTVS AVGVSTVS PONTIFEX MAXIMVS PATER PATRIAE PROCONSVL | 307: Germanicus Maximus; 312: Maximus; 323: Sarmaticus Maximus; 324: Victor substituting Invictus; 328: Gothicus Maximus; 336:Dacicus Maximus |
| 317 до 326                  | Крисп ?                                   |         |                                             | | цезар |
| 333 до 334                  | Калоцер ?                                 |         |                                             | | узурпатор |
| 335 до май 337              | Далмаций ?                                |         |                                             | | цезар |
| 337, май 337                | Ханибалиан ?                              |         |                                             | | нобилисим, Rex Regum et Ponticarum Gentium |
| 337 до 340                  | Константин II Арл, Галия                  |         | FLAVIVS CLAVDIVS CONSTANTINVS               | IMPERATOR CAESAR FLAVIVS VALERIVS CONSTANTINVS AVGVSTVS                                                     | Съимператор; убит в битка |
| 337 до 361                  | Констанций II Сирмиум, Панония            |         | FLAVIVS IVLIVS CONSTANTIVS                  | IMPERATOR CAESAR FLAVIVS IVLIVS CONSTANTIVS AVGVSTVS                                                        | Съимператор |
| 337 до 350                  | Констант ?                                |         | FLAVIVS IVLIVS CONSTANS                     | IMPERATOR CAESAR FLAVIVS IVLIVS CONSTANS AVGVSTVS                                                           | Съимператор; убит от Магненций |
| януари 350 до 11 август 353 | Магненций Samarobriva, Галия              |         | FLAVIVS MAGNVS MAGNENTIVS                   | IMPERATOR CAESAR FLAVIVS MAGNVS MAGENTIVS AVGVSTVS                                                          | Узурпатор; извършва самоубийство |
| ок. 350                     | Ветранион ?                               |         | не е известно                               | | Провъзгласява се за император против Магненций, признат от Констанций II.                                                                     |
| ок. 350                     | Непоциан ?                                |         |                                             | | Провъзгласява се за император против Магненций.                                                                                               |
| 351 – 353                   | Констанций Гал ?                          |         | Gallus                                      | Flavius Claudius Constantius Iunior Caesar                                                                  | Екзекутиран по заповед на Констанций II. |
| ноември 361 до юни 363      | Юлиан Апостат Константинопол, Тракия      |         | FLAVIVS CLAVDIVS IVLIANVS                   | IMPERATOR CAESAR FLAVIVS CLAVDIVS IVLIANVS AVGVSTVS                                                         | Убит в битка |
| 363 до 17 февруари 364      | Йовиан Сингидунум, Мизия                  |         | FLAVIVS IOVIANVS                            | IMPERATOR CAESAR FLAVIVS IOVIANVS AVGVSTVS                                                                  | Умира неочаквано |

### Валентинианова династия
| Управление                        | Обикновено използвано име и местораждане | Портрет | Лично име и титла рождено/ при възкачването | Императорско име                                           | Бележки                                                                                    |
| --------------------------------- | ---------------------------------------- | ------- | ------------------------------------------- | ---------------------------------------------------------- | ------------------------------------------------------------------------------------------ |
| 26 февруари 364 до 17 ноември 375 | Валентиниан I Цибале, Панония            |         | FLAVIVS VALENTINIANVS                       | IMPERATOR CAESAR FLAVIVS VALENTINIANVS PIVS FELIX AVGVSTVS | Император на запад.                                                                        |
| 28 март 364 до 9 август 378       | Валент Цибале, Панония                   |         | FLAVIVS IVLIVS VALENS                       | IMPERATOR CAESAR FLAVIVS IVLIVS VALENS PIVS FELIX AVGVSTVS | Император на изток. Убит в битка                                                           |
| септември 365 до 27 май 366       | Прокопий Киликия                         |         |                                             |                                                            | Узурпатор; екзекутиран от Валент                                                           |
| 24 август 367 до 383              | Грациан Сирмиум, Панония                 |         | FLAVIVS GRATIANVS                           | IMPERATOR CAESAR FLAVIVS GRATIANVS PIVS FELIX AVGVSTVS     | Убит                                                                                       |
| 375 до 392                        | Валентиниан II Милано, Италия            |         | FLAVIVS VALENTINIANVS                       | IMPERATOR CAESAR FLAVIVS VALENTINIANVS PIVS FELIX AVGVSTVS | Детрониран; умира при съмнителни обстоятелства                                             |
| 383 до 388                        | Магн Максим Испания                      |         | MAGNVS MAXIMVS                              |                                                            | Узурпатор на запад; първоначално признат от Теодосий I, след това детрониран и екзекутиран |
| c.386 до 388                      | Флавий Виктор ?                          |         | FLAVIVS VICTOR                              |                                                            | Син на Магнус Максимус, убит по заповед на Теодосий I                                      |
| 392 до 394                        | Евгений ?                                |         | FLAVIVS EVGENIVS                            |                                                            | Узурпатор на запад; убит в битка                                                           |

### Теодосиева династия
| Управление           | Обикновено използвано име и местораждане | Портрет | Лично име и титла рождено/ при възкачването | Императорско име                                        | Бележки                                   |
| -------------------- | ---------------------------------------- | ------- | ------------------------------------------- | ------------------------------------------------------- | ----------------------------------------- |
| 379 до 17 януари 395 | Теодосий I Каука, Испания                |         | FLAVIVS THEODOSIVS                          | IMPERATOR CAESAR FLAVIVS THEODOSIVS PIVS FELIX AVGVSTVS | Съимператор; император на изток от 379    |
| 383 до януари 395    | Аркадий ?                                |         | FLAVIVS ARCADIVS                            | IMPERATOR CAESAR FLAVIVS ARCADIVS PIVS FELIX AVGVSTVS   | Става император на Изтока през януари 395 |
| 23 януари 393 до 395 | Хонорий ?                                |         | FLAVIVS HONORIVS                            | IMPERATOR CAESAR FLAVIVS HONORIVS PIVS FELIX AVGVSTVS   | Става император на Запада                 |

### Западна империя
| Управление                         | Обикновено използвано име и местораждане | Портрет | Лично име и титла рождено/ при възкачването | Императорско име                                      | Бележки                                                                                    |
| ---------------------------------- | ---------------------------------------- | ------- | ------------------------------------------- | ----------------------------------------------------- | ------------------------------------------------------------------------------------------ |
| 395 до 15 август 423               | Хонорий ?                                |         | FLAVIVS HONORIVS                            | IMPERATOR CAESAR FLAVIVS HONORIVS PIVS FELIX AVGVSTVS | Съимператор с Констанций III (421)                                                         |
| 407 до 411                         | Константин III ?                         |         | FLAVIVS CLAVDIVS CONSTANTINVS               |                                                       | Претендент                                                                                 |
| 409 до 411                         | Констанс II ?                            |         |                                             |                                                       | Претендент, управлява заедно с Константин III                                              |
| 409 до 411                         | Максим Испания                           |         |                                             |                                                       | Претендент, управлява Испания                                                              |
| 409 до 410                         | Приск Атал ?                             |         |                                             | IMPERATOR CAESAR PRISCVS ATTALVS PIVS FELIX AVGVSTVS  | Провъзгласен за император от вестготите                                                    |
| 411 до 413                         | Йовин Галия                              |         |                                             |                                                       | Претендент                                                                                 |
| 412 до 413                         | Себастиан Галия                          |         |                                             |                                                       | Претендент, управлява заедно с Йовин                                                       |
| 414 до 415                         | Приск Атал ?                             |         |                                             | IMPERATOR CAESAR PRISCVS ATTALVS PIVS FELIX AVGVSTVS  | Провъзгласен за император от вестготите                                                    |
| 421                                | Констанций III Наисус, Мизия             |         | FLAVIVS CONSTANTIVS                         |                                                       | Съимператор с Хонорий                                                                      |
| 423 до 425                         | Йоан ?                                   |         | IOHANNES                                    |                                                       | Претендент                                                                                 |
| 425 до 16 март 455                 | Валентиниан III Равена, Италия           |         | FLAVIVS PLACIDVS VALENTINIANVS              |                                                       |                                                                                            |
| 17 март 455 до 31 май 455          | Петроний Максим ?                        |         | FLAVIVS PETRONIVS MAXIMVS                   |                                                       |                                                                                            |
| юни 455 до 17 октомври 456         | Авит ?                                   |         | MARCVS MAECILIVS FLAVIVS EPARCHIVS AVITVS   |                                                       |                                                                                            |
| 457 до 2 август 461                | Майориан ?                               |         | IVLIVS VALERIVS MAIORIANVS                  |                                                       | Абдикира                                                                                   |
| 461 до 465                         | Либий Север Лукания, Италия              |         | LIBIVS SEVERVS                              |                                                       |                                                                                            |
| 12 април 467 до 11 юли 472         | Антемий ?                                |         | PROCOPIVS ANTHEMIVS                         |                                                       | Екзекутиран                                                                                |
| юли 472 до 2 ноември 472           | Олибрий ?                                |         | ANICIVS OLYBRIVS                            |                                                       |                                                                                            |
| 5 март 473 до юни 474              | Глицерий ?                               |         |                                             |                                                       | Абдикира                                                                                   |
| юни 474 до 25 април 480            | Юлий Непот ?                             |         |                                             |                                                       | Император на Запада до 475, детрониран от Орест; бяга; От 476 признат от Одоакар; убит 480 |
| 31 октомври 475 до 4 септември 476 | Ромул Август Ромул Августул ?            |         | FLAVIVS ROMVLVS ROMVLVS AVGVSTVS            |                                                       | Детрониран от Одоакар; с неизвестна съдба.                                                 |

### Източна империя
| Управление                           | Обикновено използвано име и местораждане | Портрет | Лично име                    | Императорско име     | Бележки |
| ------------------------------------ | ---------------------------------------- | ------- | ---------------------------- | -------------------- | ------- |
| 395 до 1 май 408                     | Аркадий ?                                |         |                              | FLAVIVS ARCADIVS     |         |
| 408 до 28 юли 450                    | Теодосий II ?                            |         |                              | FLAVIVS THEODOSIVS   |         |
| 450 до 457                           | Маркиан Тракия или Илирия                |         |                              | FLAVIVS MARCIANIVS   |         |
| 457 до 474                           | Лъв I (император) ?                      |         |                              | FLAVIVS VALERIVS LEO |         |
| 474 до 474                           | Лъв II ?                                 |         |                              | FLAVIVS LEO          |         |
| 474 до 475 и 476(възстановен) до 491 | Зенон Исаврия, Киликия                   |         | Tarasicodissa Trascalissaeus | FLAVIVS ZENO         |         |
| 475 до 476                           | Василиск ?                               |         |                              | FLAVIVS BASILISCVS   |         |